# 3-A-Methode
Die 3-A-Methode (auch: 3-A-Regel) (Alter – Aufmerksamkeit – Absicht) ist die empfohlene Vorgehensweise bei der Beurteilung von Partnern im Straßenverkehr. Diese drei Punkte können durch das genaue Beobachten einer Person im Straßenverkehr erahnt werden und machen das richtige und sichere Verhalten diesem Verkehrsteilnehmer gegenüber erst möglich.

## Alter
Man unterscheidet zwischen Kindern, Erwachsenen und älteren Menschen.

### Kinder
Kinder zählen zu den Risikogruppen, da sie oft spontan handeln, dem Verkehr nicht die volle Aufmerksamkeit schenken und körperlich noch nicht voll entwickelt sind (eingeschränktes peripheres Sehen, geringe Körpergröße …). Sie sind daher bevorzugt zu behandeln und vom Vertrauensgrundsatz ausgenommen.

### Erwachsene
Von dieser Gruppe kann aufgrund der bereits vorhandenen Vertrautheit dem Straßenverkehr gegenüber ein angemessenes und angepasstes Verhalten erwartet werden. Für Erwachsene gilt grundsätzlich der Vertrauensgrundsatz, wird eine Person jedoch auffällig (beispielsweise ein Betrunkener oder ein Fußgänger, der bei Rotlicht die Straße kreuzt), ist sie von ihm ausgenommen.

### Ältere Menschen
Bei Senioren kann ein erhöhtes Risiko bestehen. Schuld ist die häufige Überforderung mit dem modernen Verkehr und der fortgeschrittenere geistige Verfall. Deshalb sind Personen höheren Alters ebenfalls vom Vertrauensgrundsatz ausgenommen.

## Aufmerksamkeit
Häufige Unfallursache ist mangelnde Aufmerksamkeit gegenüber anderen Verkehrsteilnehmern. Für einen Verkehrsteilnehmer, welcher die 3-A-Methode anwendet, stellt sich, nachdem er das Alter analysierte, die Frage, ob der Andere überhaupt bei der Sache ist. Eine besondere Gefahr stellen unkonzentrierte und unaufmerksame Verkehrsteilnehmer dar. Ursachen sind meist Eile, Fahrfehler und das Missachten von Vorschriften. Zu erkennen sind solche unachtsamen Verkehrsteilnehmer an schlechter Spurhaltung, unmotivierte Geschwindigkeitsänderungen und Ablenkung durch andere.

## Absicht
Die deutliche Absicht anderer Verkehrsteilnehmer ist meist nicht direkt bekannt, daher sollte man durch sauberes Fahren und eindeutiges Verhalten (z. B. blinken, einordnen …) die Absicht für andere besser erkennbar machen. Personen, die sich unklar verhalten, sollte man mit besonderer Vorsicht begegnen. Ortsunkundigen und parkplatzsuchenden Lenkern sollte man nicht vertrauen, da mit plötzlichen Bremsmanövern zu rechnen ist.

## Einzelnachweis
1. ↑  wissenswertes.at: 3-A-Regel in Österreich. Abgerufen am 14. Januar 2019.